# Веселин Топалов
Веселин Топалов (буг. Веселин Топалов; рођен у Русе, Бугарска, 15. март 1975) је бугарски шахиста. Постао је ФИДЕ светски шампион у шаху 2005. Међутим, његова титула је оспоравана; неки сматрају Владимира Крамника за светског шампиона јер је победио Гарија Каспарова 2000. Даље, тврди се да је коришћење компјутерске помоћи за време светског шампоината 2005. подложно преварама, иако није било доказа да је Топалов варао.
Топалов је играо у септембру и октобру 2006. у класичном мечу за светског шампиона са Владимиром Крамником у дванаест партија. Меч је завршен нерешено 6:6, али је Крамник победио у тај брејку са 2½:1½. Тако је Крамник ујединио шаховску круну шампиона ФИДЕ и светског шампиона у класичном шаху (коју је већ држао).
На октобарској рејтинг листи ФИДЕ за 2006. годину, Топалов се налазио на првом месту, са 2813 поена, што је други највећи рејтинг икада постигнут, иза рекорда Гарија Каспарова (2851), а испред Владимира Крамника (2811).

## Каријера
Отац га је научио да игра шах кад је имао осам година. Године 1989. победио је на јуниорском шампионату (испод 14 година) у Агвадиљи, Порторико, а 1990. освојио је сребрну медаљу на шампионату такмичара испод 16 година у Сингапуру. Постао је међународни велемајстор 1992. 
Његов садашњи тренер и менаџер је интернационални мајстор Силвио Данаилов.
Топалов је вођа бугарског националног тима од 1994. На шаховској олимпијади 1994 у Москви предводио је Бугаре који су освојили четврто место. Победио је на бројним турнирима, а на Светском шаховском првенству ФИДЕ 2000. доспео је до четвртфинала.
Топалов је победио на М-Тел мастерс турниру 2005. са 4 поена из 5 партија, који је одржан од 11-22. маја у Софији, Бугарска. Ову победу остварио је у последњој рунди када је победио Владимир Крамник у необичној партији с много грешака с обе стране. Вишванатан Ананд је био други, с поеном мање, заједно с Русланом Пономарјовом, Мајклом Адамсом и Јудит Полгар. Просечан рејтинг учесника био је 2744, по чеми је овај двокружни турнир био најјачи у 2005.

## Значајне победе на турнирима
- Мадрид 1994, 1996, 1997
- Дос Ерманас 1996
- Амстердам 1996
- Беч 1996
- Новгород 1996
- Антверпен 1997
- Монако 2001
- Дортмунд 2001
- Светски шампионат 2004. Триполи, Либија, доспео до полуфинала.
- Линарес 2005 (први заједно с Каспаровом)
- Софија 2005 (поен испред Ананда)
- Светски шампионат, Сан Луис, Аргентина, светски шампион (поен и по испред Ананда и Свидлера)
- Корус, 2006 (први заједно с Анандом)

## Партије
|   | a | b | c | d | e | f | g | h |   |
| 8 | a8 black rook · b8 black knight · d8 black queen · f8 black rook · g8 black king · a7 black pawn · g7 black pawn · a6 black bishop · e6 black pawn · f6 black bishop · h6 black pawn · c5 black pawn · c4 white pawn · d4 black pawn · h4 white pawn · b3 white pawn · c3 white rook · f3 white knight · g3 white pawn · a2 white pawn · c2 white queen · d2 white bishop · f2 white pawn · b1 white bishop · e1 white king · h1 white rook | a8 black rook · b8 black knight · d8 black queen · f8 black rook · g8 black king · a7 black pawn · g7 black pawn · a6 black bishop · e6 black pawn · f6 black bishop · h6 black pawn · c5 black pawn · c4 white pawn · d4 black pawn · h4 white pawn · b3 white pawn · c3 white rook · f3 white knight · g3 white pawn · a2 white pawn · c2 white queen · d2 white bishop · f2 white pawn · b1 white bishop · e1 white king · h1 white rook | a8 black rook · b8 black knight · d8 black queen · f8 black rook · g8 black king · a7 black pawn · g7 black pawn · a6 black bishop · e6 black pawn · f6 black bishop · h6 black pawn · c5 black pawn · c4 white pawn · d4 black pawn · h4 white pawn · b3 white pawn · c3 white rook · f3 white knight · g3 white pawn · a2 white pawn · c2 white queen · d2 white bishop · f2 white pawn · b1 white bishop · e1 white king · h1 white rook | a8 black rook · b8 black knight · d8 black queen · f8 black rook · g8 black king · a7 black pawn · g7 black pawn · a6 black bishop · e6 black pawn · f6 black bishop · h6 black pawn · c5 black pawn · c4 white pawn · d4 black pawn · h4 white pawn · b3 white pawn · c3 white rook · f3 white knight · g3 white pawn · a2 white pawn · c2 white queen · d2 white bishop · f2 white pawn · b1 white bishop · e1 white king · h1 white rook | a8 black rook · b8 black knight · d8 black queen · f8 black rook · g8 black king · a7 black pawn · g7 black pawn · a6 black bishop · e6 black pawn · f6 black bishop · h6 black pawn · c5 black pawn · c4 white pawn · d4 black pawn · h4 white pawn · b3 white pawn · c3 white rook · f3 white knight · g3 white pawn · a2 white pawn · c2 white queen · d2 white bishop · f2 white pawn · b1 white bishop · e1 white king · h1 white rook | a8 black rook · b8 black knight · d8 black queen · f8 black rook · g8 black king · a7 black pawn · g7 black pawn · a6 black bishop · e6 black pawn · f6 black bishop · h6 black pawn · c5 black pawn · c4 white pawn · d4 black pawn · h4 white pawn · b3 white pawn · c3 white rook · f3 white knight · g3 white pawn · a2 white pawn · c2 white queen · d2 white bishop · f2 white pawn · b1 white bishop · e1 white king · h1 white rook | a8 black rook · b8 black knight · d8 black queen · f8 black rook · g8 black king · a7 black pawn · g7 black pawn · a6 black bishop · e6 black pawn · f6 black bishop · h6 black pawn · c5 black pawn · c4 white pawn · d4 black pawn · h4 white pawn · b3 white pawn · c3 white rook · f3 white knight · g3 white pawn · a2 white pawn · c2 white queen · d2 white bishop · f2 white pawn · b1 white bishop · e1 white king · h1 white rook | a8 black rook · b8 black knight · d8 black queen · f8 black rook · g8 black king · a7 black pawn · g7 black pawn · a6 black bishop · e6 black pawn · f6 black bishop · h6 black pawn · c5 black pawn · c4 white pawn · d4 black pawn · h4 white pawn · b3 white pawn · c3 white rook · f3 white knight · g3 white pawn · a2 white pawn · c2 white queen · d2 white bishop · f2 white pawn · b1 white bishop · e1 white king · h1 white rook | 8 |
| 7 | a8 black rook · b8 black knight · d8 black queen · f8 black rook · g8 black king · a7 black pawn · g7 black pawn · a6 black bishop · e6 black pawn · f6 black bishop · h6 black pawn · c5 black pawn · c4 white pawn · d4 black pawn · h4 white pawn · b3 white pawn · c3 white rook · f3 white knight · g3 white pawn · a2 white pawn · c2 white queen · d2 white bishop · f2 white pawn · b1 white bishop · e1 white king · h1 white rook | a8 black rook · b8 black knight · d8 black queen · f8 black rook · g8 black king · a7 black pawn · g7 black pawn · a6 black bishop · e6 black pawn · f6 black bishop · h6 black pawn · c5 black pawn · c4 white pawn · d4 black pawn · h4 white pawn · b3 white pawn · c3 white rook · f3 white knight · g3 white pawn · a2 white pawn · c2 white queen · d2 white bishop · f2 white pawn · b1 white bishop · e1 white king · h1 white rook | a8 black rook · b8 black knight · d8 black queen · f8 black rook · g8 black king · a7 black pawn · g7 black pawn · a6 black bishop · e6 black pawn · f6 black bishop · h6 black pawn · c5 black pawn · c4 white pawn · d4 black pawn · h4 white pawn · b3 white pawn · c3 white rook · f3 white knight · g3 white pawn · a2 white pawn · c2 white queen · d2 white bishop · f2 white pawn · b1 white bishop · e1 white king · h1 white rook | a8 black rook · b8 black knight · d8 black queen · f8 black rook · g8 black king · a7 black pawn · g7 black pawn · a6 black bishop · e6 black pawn · f6 black bishop · h6 black pawn · c5 black pawn · c4 white pawn · d4 black pawn · h4 white pawn · b3 white pawn · c3 white rook · f3 white knight · g3 white pawn · a2 white pawn · c2 white queen · d2 white bishop · f2 white pawn · b1 white bishop · e1 white king · h1 white rook | a8 black rook · b8 black knight · d8 black queen · f8 black rook · g8 black king · a7 black pawn · g7 black pawn · a6 black bishop · e6 black pawn · f6 black bishop · h6 black pawn · c5 black pawn · c4 white pawn · d4 black pawn · h4 white pawn · b3 white pawn · c3 white rook · f3 white knight · g3 white pawn · a2 white pawn · c2 white queen · d2 white bishop · f2 white pawn · b1 white bishop · e1 white king · h1 white rook | a8 black rook · b8 black knight · d8 black queen · f8 black rook · g8 black king · a7 black pawn · g7 black pawn · a6 black bishop · e6 black pawn · f6 black bishop · h6 black pawn · c5 black pawn · c4 white pawn · d4 black pawn · h4 white pawn · b3 white pawn · c3 white rook · f3 white knight · g3 white pawn · a2 white pawn · c2 white queen · d2 white bishop · f2 white pawn · b1 white bishop · e1 white king · h1 white rook | a8 black rook · b8 black knight · d8 black queen · f8 black rook · g8 black king · a7 black pawn · g7 black pawn · a6 black bishop · e6 black pawn · f6 black bishop · h6 black pawn · c5 black pawn · c4 white pawn · d4 black pawn · h4 white pawn · b3 white pawn · c3 white rook · f3 white knight · g3 white pawn · a2 white pawn · c2 white queen · d2 white bishop · f2 white pawn · b1 white bishop · e1 white king · h1 white rook | a8 black rook · b8 black knight · d8 black queen · f8 black rook · g8 black king · a7 black pawn · g7 black pawn · a6 black bishop · e6 black pawn · f6 black bishop · h6 black pawn · c5 black pawn · c4 white pawn · d4 black pawn · h4 white pawn · b3 white pawn · c3 white rook · f3 white knight · g3 white pawn · a2 white pawn · c2 white queen · d2 white bishop · f2 white pawn · b1 white bishop · e1 white king · h1 white rook | 7 |
| 6 | a8 black rook · b8 black knight · d8 black queen · f8 black rook · g8 black king · a7 black pawn · g7 black pawn · a6 black bishop · e6 black pawn · f6 black bishop · h6 black pawn · c5 black pawn · c4 white pawn · d4 black pawn · h4 white pawn · b3 white pawn · c3 white rook · f3 white knight · g3 white pawn · a2 white pawn · c2 white queen · d2 white bishop · f2 white pawn · b1 white bishop · e1 white king · h1 white rook | a8 black rook · b8 black knight · d8 black queen · f8 black rook · g8 black king · a7 black pawn · g7 black pawn · a6 black bishop · e6 black pawn · f6 black bishop · h6 black pawn · c5 black pawn · c4 white pawn · d4 black pawn · h4 white pawn · b3 white pawn · c3 white rook · f3 white knight · g3 white pawn · a2 white pawn · c2 white queen · d2 white bishop · f2 white pawn · b1 white bishop · e1 white king · h1 white rook | a8 black rook · b8 black knight · d8 black queen · f8 black rook · g8 black king · a7 black pawn · g7 black pawn · a6 black bishop · e6 black pawn · f6 black bishop · h6 black pawn · c5 black pawn · c4 white pawn · d4 black pawn · h4 white pawn · b3 white pawn · c3 white rook · f3 white knight · g3 white pawn · a2 white pawn · c2 white queen · d2 white bishop · f2 white pawn · b1 white bishop · e1 white king · h1 white rook | a8 black rook · b8 black knight · d8 black queen · f8 black rook · g8 black king · a7 black pawn · g7 black pawn · a6 black bishop · e6 black pawn · f6 black bishop · h6 black pawn · c5 black pawn · c4 white pawn · d4 black pawn · h4 white pawn · b3 white pawn · c3 white rook · f3 white knight · g3 white pawn · a2 white pawn · c2 white queen · d2 white bishop · f2 white pawn · b1 white bishop · e1 white king · h1 white rook | a8 black rook · b8 black knight · d8 black queen · f8 black rook · g8 black king · a7 black pawn · g7 black pawn · a6 black bishop · e6 black pawn · f6 black bishop · h6 black pawn · c5 black pawn · c4 white pawn · d4 black pawn · h4 white pawn · b3 white pawn · c3 white rook · f3 white knight · g3 white pawn · a2 white pawn · c2 white queen · d2 white bishop · f2 white pawn · b1 white bishop · e1 white king · h1 white rook | a8 black rook · b8 black knight · d8 black queen · f8 black rook · g8 black king · a7 black pawn · g7 black pawn · a6 black bishop · e6 black pawn · f6 black bishop · h6 black pawn · c5 black pawn · c4 white pawn · d4 black pawn · h4 white pawn · b3 white pawn · c3 white rook · f3 white knight · g3 white pawn · a2 white pawn · c2 white queen · d2 white bishop · f2 white pawn · b1 white bishop · e1 white king · h1 white rook | a8 black rook · b8 black knight · d8 black queen · f8 black rook · g8 black king · a7 black pawn · g7 black pawn · a6 black bishop · e6 black pawn · f6 black bishop · h6 black pawn · c5 black pawn · c4 white pawn · d4 black pawn · h4 white pawn · b3 white pawn · c3 white rook · f3 white knight · g3 white pawn · a2 white pawn · c2 white queen · d2 white bishop · f2 white pawn · b1 white bishop · e1 white king · h1 white rook | a8 black rook · b8 black knight · d8 black queen · f8 black rook · g8 black king · a7 black pawn · g7 black pawn · a6 black bishop · e6 black pawn · f6 black bishop · h6 black pawn · c5 black pawn · c4 white pawn · d4 black pawn · h4 white pawn · b3 white pawn · c3 white rook · f3 white knight · g3 white pawn · a2 white pawn · c2 white queen · d2 white bishop · f2 white pawn · b1 white bishop · e1 white king · h1 white rook | 6 |
| 5 | a8 black rook · b8 black knight · d8 black queen · f8 black rook · g8 black king · a7 black pawn · g7 black pawn · a6 black bishop · e6 black pawn · f6 black bishop · h6 black pawn · c5 black pawn · c4 white pawn · d4 black pawn · h4 white pawn · b3 white pawn · c3 white rook · f3 white knight · g3 white pawn · a2 white pawn · c2 white queen · d2 white bishop · f2 white pawn · b1 white bishop · e1 white king · h1 white rook | a8 black rook · b8 black knight · d8 black queen · f8 black rook · g8 black king · a7 black pawn · g7 black pawn · a6 black bishop · e6 black pawn · f6 black bishop · h6 black pawn · c5 black pawn · c4 white pawn · d4 black pawn · h4 white pawn · b3 white pawn · c3 white rook · f3 white knight · g3 white pawn · a2 white pawn · c2 white queen · d2 white bishop · f2 white pawn · b1 white bishop · e1 white king · h1 white rook | a8 black rook · b8 black knight · d8 black queen · f8 black rook · g8 black king · a7 black pawn · g7 black pawn · a6 black bishop · e6 black pawn · f6 black bishop · h6 black pawn · c5 black pawn · c4 white pawn · d4 black pawn · h4 white pawn · b3 white pawn · c3 white rook · f3 white knight · g3 white pawn · a2 white pawn · c2 white queen · d2 white bishop · f2 white pawn · b1 white bishop · e1 white king · h1 white rook | a8 black rook · b8 black knight · d8 black queen · f8 black rook · g8 black king · a7 black pawn · g7 black pawn · a6 black bishop · e6 black pawn · f6 black bishop · h6 black pawn · c5 black pawn · c4 white pawn · d4 black pawn · h4 white pawn · b3 white pawn · c3 white rook · f3 white knight · g3 white pawn · a2 white pawn · c2 white queen · d2 white bishop · f2 white pawn · b1 white bishop · e1 white king · h1 white rook | a8 black rook · b8 black knight · d8 black queen · f8 black rook · g8 black king · a7 black pawn · g7 black pawn · a6 black bishop · e6 black pawn · f6 black bishop · h6 black pawn · c5 black pawn · c4 white pawn · d4 black pawn · h4 white pawn · b3 white pawn · c3 white rook · f3 white knight · g3 white pawn · a2 white pawn · c2 white queen · d2 white bishop · f2 white pawn · b1 white bishop · e1 white king · h1 white rook | a8 black rook · b8 black knight · d8 black queen · f8 black rook · g8 black king · a7 black pawn · g7 black pawn · a6 black bishop · e6 black pawn · f6 black bishop · h6 black pawn · c5 black pawn · c4 white pawn · d4 black pawn · h4 white pawn · b3 white pawn · c3 white rook · f3 white knight · g3 white pawn · a2 white pawn · c2 white queen · d2 white bishop · f2 white pawn · b1 white bishop · e1 white king · h1 white rook | a8 black rook · b8 black knight · d8 black queen · f8 black rook · g8 black king · a7 black pawn · g7 black pawn · a6 black bishop · e6 black pawn · f6 black bishop · h6 black pawn · c5 black pawn · c4 white pawn · d4 black pawn · h4 white pawn · b3 white pawn · c3 white rook · f3 white knight · g3 white pawn · a2 white pawn · c2 white queen · d2 white bishop · f2 white pawn · b1 white bishop · e1 white king · h1 white rook | a8 black rook · b8 black knight · d8 black queen · f8 black rook · g8 black king · a7 black pawn · g7 black pawn · a6 black bishop · e6 black pawn · f6 black bishop · h6 black pawn · c5 black pawn · c4 white pawn · d4 black pawn · h4 white pawn · b3 white pawn · c3 white rook · f3 white knight · g3 white pawn · a2 white pawn · c2 white queen · d2 white bishop · f2 white pawn · b1 white bishop · e1 white king · h1 white rook | 5 |
| 4 | a8 black rook · b8 black knight · d8 black queen · f8 black rook · g8 black king · a7 black pawn · g7 black pawn · a6 black bishop · e6 black pawn · f6 black bishop · h6 black pawn · c5 black pawn · c4 white pawn · d4 black pawn · h4 white pawn · b3 white pawn · c3 white rook · f3 white knight · g3 white pawn · a2 white pawn · c2 white queen · d2 white bishop · f2 white pawn · b1 white bishop · e1 white king · h1 white rook | a8 black rook · b8 black knight · d8 black queen · f8 black rook · g8 black king · a7 black pawn · g7 black pawn · a6 black bishop · e6 black pawn · f6 black bishop · h6 black pawn · c5 black pawn · c4 white pawn · d4 black pawn · h4 white pawn · b3 white pawn · c3 white rook · f3 white knight · g3 white pawn · a2 white pawn · c2 white queen · d2 white bishop · f2 white pawn · b1 white bishop · e1 white king · h1 white rook | a8 black rook · b8 black knight · d8 black queen · f8 black rook · g8 black king · a7 black pawn · g7 black pawn · a6 black bishop · e6 black pawn · f6 black bishop · h6 black pawn · c5 black pawn · c4 white pawn · d4 black pawn · h4 white pawn · b3 white pawn · c3 white rook · f3 white knight · g3 white pawn · a2 white pawn · c2 white queen · d2 white bishop · f2 white pawn · b1 white bishop · e1 white king · h1 white rook | a8 black rook · b8 black knight · d8 black queen · f8 black rook · g8 black king · a7 black pawn · g7 black pawn · a6 black bishop · e6 black pawn · f6 black bishop · h6 black pawn · c5 black pawn · c4 white pawn · d4 black pawn · h4 white pawn · b3 white pawn · c3 white rook · f3 white knight · g3 white pawn · a2 white pawn · c2 white queen · d2 white bishop · f2 white pawn · b1 white bishop · e1 white king · h1 white rook | a8 black rook · b8 black knight · d8 black queen · f8 black rook · g8 black king · a7 black pawn · g7 black pawn · a6 black bishop · e6 black pawn · f6 black bishop · h6 black pawn · c5 black pawn · c4 white pawn · d4 black pawn · h4 white pawn · b3 white pawn · c3 white rook · f3 white knight · g3 white pawn · a2 white pawn · c2 white queen · d2 white bishop · f2 white pawn · b1 white bishop · e1 white king · h1 white rook | a8 black rook · b8 black knight · d8 black queen · f8 black rook · g8 black king · a7 black pawn · g7 black pawn · a6 black bishop · e6 black pawn · f6 black bishop · h6 black pawn · c5 black pawn · c4 white pawn · d4 black pawn · h4 white pawn · b3 white pawn · c3 white rook · f3 white knight · g3 white pawn · a2 white pawn · c2 white queen · d2 white bishop · f2 white pawn · b1 white bishop · e1 white king · h1 white rook | a8 black rook · b8 black knight · d8 black queen · f8 black rook · g8 black king · a7 black pawn · g7 black pawn · a6 black bishop · e6 black pawn · f6 black bishop · h6 black pawn · c5 black pawn · c4 white pawn · d4 black pawn · h4 white pawn · b3 white pawn · c3 white rook · f3 white knight · g3 white pawn · a2 white pawn · c2 white queen · d2 white bishop · f2 white pawn · b1 white bishop · e1 white king · h1 white rook | a8 black rook · b8 black knight · d8 black queen · f8 black rook · g8 black king · a7 black pawn · g7 black pawn · a6 black bishop · e6 black pawn · f6 black bishop · h6 black pawn · c5 black pawn · c4 white pawn · d4 black pawn · h4 white pawn · b3 white pawn · c3 white rook · f3 white knight · g3 white pawn · a2 white pawn · c2 white queen · d2 white bishop · f2 white pawn · b1 white bishop · e1 white king · h1 white rook | 4 |
| 3 | a8 black rook · b8 black knight · d8 black queen · f8 black rook · g8 black king · a7 black pawn · g7 black pawn · a6 black bishop · e6 black pawn · f6 black bishop · h6 black pawn · c5 black pawn · c4 white pawn · d4 black pawn · h4 white pawn · b3 white pawn · c3 white rook · f3 white knight · g3 white pawn · a2 white pawn · c2 white queen · d2 white bishop · f2 white pawn · b1 white bishop · e1 white king · h1 white rook | a8 black rook · b8 black knight · d8 black queen · f8 black rook · g8 black king · a7 black pawn · g7 black pawn · a6 black bishop · e6 black pawn · f6 black bishop · h6 black pawn · c5 black pawn · c4 white pawn · d4 black pawn · h4 white pawn · b3 white pawn · c3 white rook · f3 white knight · g3 white pawn · a2 white pawn · c2 white queen · d2 white bishop · f2 white pawn · b1 white bishop · e1 white king · h1 white rook | a8 black rook · b8 black knight · d8 black queen · f8 black rook · g8 black king · a7 black pawn · g7 black pawn · a6 black bishop · e6 black pawn · f6 black bishop · h6 black pawn · c5 black pawn · c4 white pawn · d4 black pawn · h4 white pawn · b3 white pawn · c3 white rook · f3 white knight · g3 white pawn · a2 white pawn · c2 white queen · d2 white bishop · f2 white pawn · b1 white bishop · e1 white king · h1 white rook | a8 black rook · b8 black knight · d8 black queen · f8 black rook · g8 black king · a7 black pawn · g7 black pawn · a6 black bishop · e6 black pawn · f6 black bishop · h6 black pawn · c5 black pawn · c4 white pawn · d4 black pawn · h4 white pawn · b3 white pawn · c3 white rook · f3 white knight · g3 white pawn · a2 white pawn · c2 white queen · d2 white bishop · f2 white pawn · b1 white bishop · e1 white king · h1 white rook | a8 black rook · b8 black knight · d8 black queen · f8 black rook · g8 black king · a7 black pawn · g7 black pawn · a6 black bishop · e6 black pawn · f6 black bishop · h6 black pawn · c5 black pawn · c4 white pawn · d4 black pawn · h4 white pawn · b3 white pawn · c3 white rook · f3 white knight · g3 white pawn · a2 white pawn · c2 white queen · d2 white bishop · f2 white pawn · b1 white bishop · e1 white king · h1 white rook | a8 black rook · b8 black knight · d8 black queen · f8 black rook · g8 black king · a7 black pawn · g7 black pawn · a6 black bishop · e6 black pawn · f6 black bishop · h6 black pawn · c5 black pawn · c4 white pawn · d4 black pawn · h4 white pawn · b3 white pawn · c3 white rook · f3 white knight · g3 white pawn · a2 white pawn · c2 white queen · d2 white bishop · f2 white pawn · b1 white bishop · e1 white king · h1 white rook | a8 black rook · b8 black knight · d8 black queen · f8 black rook · g8 black king · a7 black pawn · g7 black pawn · a6 black bishop · e6 black pawn · f6 black bishop · h6 black pawn · c5 black pawn · c4 white pawn · d4 black pawn · h4 white pawn · b3 white pawn · c3 white rook · f3 white knight · g3 white pawn · a2 white pawn · c2 white queen · d2 white bishop · f2 white pawn · b1 white bishop · e1 white king · h1 white rook | a8 black rook · b8 black knight · d8 black queen · f8 black rook · g8 black king · a7 black pawn · g7 black pawn · a6 black bishop · e6 black pawn · f6 black bishop · h6 black pawn · c5 black pawn · c4 white pawn · d4 black pawn · h4 white pawn · b3 white pawn · c3 white rook · f3 white knight · g3 white pawn · a2 white pawn · c2 white queen · d2 white bishop · f2 white pawn · b1 white bishop · e1 white king · h1 white rook | 3 |
| 2 | a8 black rook · b8 black knight · d8 black queen · f8 black rook · g8 black king · a7 black pawn · g7 black pawn · a6 black bishop · e6 black pawn · f6 black bishop · h6 black pawn · c5 black pawn · c4 white pawn · d4 black pawn · h4 white pawn · b3 white pawn · c3 white rook · f3 white knight · g3 white pawn · a2 white pawn · c2 white queen · d2 white bishop · f2 white pawn · b1 white bishop · e1 white king · h1 white rook | a8 black rook · b8 black knight · d8 black queen · f8 black rook · g8 black king · a7 black pawn · g7 black pawn · a6 black bishop · e6 black pawn · f6 black bishop · h6 black pawn · c5 black pawn · c4 white pawn · d4 black pawn · h4 white pawn · b3 white pawn · c3 white rook · f3 white knight · g3 white pawn · a2 white pawn · c2 white queen · d2 white bishop · f2 white pawn · b1 white bishop · e1 white king · h1 white rook | a8 black rook · b8 black knight · d8 black queen · f8 black rook · g8 black king · a7 black pawn · g7 black pawn · a6 black bishop · e6 black pawn · f6 black bishop · h6 black pawn · c5 black pawn · c4 white pawn · d4 black pawn · h4 white pawn · b3 white pawn · c3 white rook · f3 white knight · g3 white pawn · a2 white pawn · c2 white queen · d2 white bishop · f2 white pawn · b1 white bishop · e1 white king · h1 white rook | a8 black rook · b8 black knight · d8 black queen · f8 black rook · g8 black king · a7 black pawn · g7 black pawn · a6 black bishop · e6 black pawn · f6 black bishop · h6 black pawn · c5 black pawn · c4 white pawn · d4 black pawn · h4 white pawn · b3 white pawn · c3 white rook · f3 white knight · g3 white pawn · a2 white pawn · c2 white queen · d2 white bishop · f2 white pawn · b1 white bishop · e1 white king · h1 white rook | a8 black rook · b8 black knight · d8 black queen · f8 black rook · g8 black king · a7 black pawn · g7 black pawn · a6 black bishop · e6 black pawn · f6 black bishop · h6 black pawn · c5 black pawn · c4 white pawn · d4 black pawn · h4 white pawn · b3 white pawn · c3 white rook · f3 white knight · g3 white pawn · a2 white pawn · c2 white queen · d2 white bishop · f2 white pawn · b1 white bishop · e1 white king · h1 white rook | a8 black rook · b8 black knight · d8 black queen · f8 black rook · g8 black king · a7 black pawn · g7 black pawn · a6 black bishop · e6 black pawn · f6 black bishop · h6 black pawn · c5 black pawn · c4 white pawn · d4 black pawn · h4 white pawn · b3 white pawn · c3 white rook · f3 white knight · g3 white pawn · a2 white pawn · c2 white queen · d2 white bishop · f2 white pawn · b1 white bishop · e1 white king · h1 white rook | a8 black rook · b8 black knight · d8 black queen · f8 black rook · g8 black king · a7 black pawn · g7 black pawn · a6 black bishop · e6 black pawn · f6 black bishop · h6 black pawn · c5 black pawn · c4 white pawn · d4 black pawn · h4 white pawn · b3 white pawn · c3 white rook · f3 white knight · g3 white pawn · a2 white pawn · c2 white queen · d2 white bishop · f2 white pawn · b1 white bishop · e1 white king · h1 white rook | a8 black rook · b8 black knight · d8 black queen · f8 black rook · g8 black king · a7 black pawn · g7 black pawn · a6 black bishop · e6 black pawn · f6 black bishop · h6 black pawn · c5 black pawn · c4 white pawn · d4 black pawn · h4 white pawn · b3 white pawn · c3 white rook · f3 white knight · g3 white pawn · a2 white pawn · c2 white queen · d2 white bishop · f2 white pawn · b1 white bishop · e1 white king · h1 white rook | 2 |
| 1 | a8 black rook · b8 black knight · d8 black queen · f8 black rook · g8 black king · a7 black pawn · g7 black pawn · a6 black bishop · e6 black pawn · f6 black bishop · h6 black pawn · c5 black pawn · c4 white pawn · d4 black pawn · h4 white pawn · b3 white pawn · c3 white rook · f3 white knight · g3 white pawn · a2 white pawn · c2 white queen · d2 white bishop · f2 white pawn · b1 white bishop · e1 white king · h1 white rook | a8 black rook · b8 black knight · d8 black queen · f8 black rook · g8 black king · a7 black pawn · g7 black pawn · a6 black bishop · e6 black pawn · f6 black bishop · h6 black pawn · c5 black pawn · c4 white pawn · d4 black pawn · h4 white pawn · b3 white pawn · c3 white rook · f3 white knight · g3 white pawn · a2 white pawn · c2 white queen · d2 white bishop · f2 white pawn · b1 white bishop · e1 white king · h1 white rook | a8 black rook · b8 black knight · d8 black queen · f8 black rook · g8 black king · a7 black pawn · g7 black pawn · a6 black bishop · e6 black pawn · f6 black bishop · h6 black pawn · c5 black pawn · c4 white pawn · d4 black pawn · h4 white pawn · b3 white pawn · c3 white rook · f3 white knight · g3 white pawn · a2 white pawn · c2 white queen · d2 white bishop · f2 white pawn · b1 white bishop · e1 white king · h1 white rook | a8 black rook · b8 black knight · d8 black queen · f8 black rook · g8 black king · a7 black pawn · g7 black pawn · a6 black bishop · e6 black pawn · f6 black bishop · h6 black pawn · c5 black pawn · c4 white pawn · d4 black pawn · h4 white pawn · b3 white pawn · c3 white rook · f3 white knight · g3 white pawn · a2 white pawn · c2 white queen · d2 white bishop · f2 white pawn · b1 white bishop · e1 white king · h1 white rook | a8 black rook · b8 black knight · d8 black queen · f8 black rook · g8 black king · a7 black pawn · g7 black pawn · a6 black bishop · e6 black pawn · f6 black bishop · h6 black pawn · c5 black pawn · c4 white pawn · d4 black pawn · h4 white pawn · b3 white pawn · c3 white rook · f3 white knight · g3 white pawn · a2 white pawn · c2 white queen · d2 white bishop · f2 white pawn · b1 white bishop · e1 white king · h1 white rook | a8 black rook · b8 black knight · d8 black queen · f8 black rook · g8 black king · a7 black pawn · g7 black pawn · a6 black bishop · e6 black pawn · f6 black bishop · h6 black pawn · c5 black pawn · c4 white pawn · d4 black pawn · h4 white pawn · b3 white pawn · c3 white rook · f3 white knight · g3 white pawn · a2 white pawn · c2 white queen · d2 white bishop · f2 white pawn · b1 white bishop · e1 white king · h1 white rook | a8 black rook · b8 black knight · d8 black queen · f8 black rook · g8 black king · a7 black pawn · g7 black pawn · a6 black bishop · e6 black pawn · f6 black bishop · h6 black pawn · c5 black pawn · c4 white pawn · d4 black pawn · h4 white pawn · b3 white pawn · c3 white rook · f3 white knight · g3 white pawn · a2 white pawn · c2 white queen · d2 white bishop · f2 white pawn · b1 white bishop · e1 white king · h1 white rook | a8 black rook · b8 black knight · d8 black queen · f8 black rook · g8 black king · a7 black pawn · g7 black pawn · a6 black bishop · e6 black pawn · f6 black bishop · h6 black pawn · c5 black pawn · c4 white pawn · d4 black pawn · h4 white pawn · b3 white pawn · c3 white rook · f3 white knight · g3 white pawn · a2 white pawn · c2 white queen · d2 white bishop · f2 white pawn · b1 white bishop · e1 white king · h1 white rook | 1 |
|   | a | b | c | d | e | f | g | h |   |

На путу до победе на М-Тел Мастерсу 2005, Топалов је победио бившег ФИДЕ светског шампиона Руслана Пономарјова белим фигурама у Даминој индијској одбрани. 
1. д4 Сф6 2. ц4 е6 3. Сф3 б6 4. г3 Ла6 5. б3 Лб4+ 6. Лд2 Ле7 7. Сц3 0-0 8. Тц1 ц6 9. е4 д5 10. е5 Се4 11. Лд3 Сц3 12. Тц3 ц5 13. дц5 бц5 14. х4 х6 15. Лб1 ф5? Непотребно слабљење позиције. Боље је 15. ... Сд7 16. Лх6!? ф5 (16. ... гх6 17. Дц2 ф5 18. еф6 Тф6 19. Дх7+ Кф8 20. Сг5! добија) 17. Лф4 Да5, што би црном дало добре шансе за изједначење. 16. еф6 Лф6 17. Дц2! д4 17. ... Лц3? води ка поразу после 18. Дх7+ Кф7 19. Лц3, уз јак напад, на пример, 19... д4 20. Дг6+ Ке7 21. Сд4!. Али, Топалов је нашао начин да сломи одбрану црнога (види дијаграм) 18. Сг5!! хг5 19. хг5 дц3 20. Лф4 Кф7 21. Дг6+ Ке7 22. гф6+ Тф6 23. Дг7+ Тф7 24. Лг5+ Кд6 25. Дф7 Дг5 26. Тх7 Де5+ 27. Кф1 Кц6 28. Де8+ Кб6 29. Дд8+ Кц6 30. Ле4+! 1-0